# Физическо лице
Физическо лице (юр.) е вид субект на правото, чрез който правният ред признава на всяка човешка личност правото за участие в правния живот и защитава характерните за нея имуществени права.
Субект на правото е отделна човешка личност или друго емпирично единство (от хора, дейност или имущество), на които правния ред признава правото да участват в правния живот. Понятието „субект на правото“ изразява отношението на трайно единство, установено от правния ред между определена емпирична даденост (отделен човек, група от хора, дейност, имущество) и субективни права и задължения. Правните норми посочват, че субекта на правото ще бъде смятан за обединителен център на субективни права и задължения (ще бъде техен носител).
Понятието „субект на правото“ е правно нормативно, защото се определя по съдържание, видове и предпоставки за възникване от обективното право. Всеки правен отрасъл определя правните субекти в него и правното им положение.
Нормите на гражданското право определят няколко вида правни субекти. От живите биологични видове само човешките същества се признават за правни субекти. В законодателството те се назовават с различни термини: лица (в Закона за лицата и семейството), хора, граждани или личности (в Конституцията). Предимно в литературата и рядко в законодателството, човешките същества като правни субекти се наричат „физически лица“ (заглавието на раздел I на ЗЛС). Този термин е заимстван от френската и немската правна терминология и е подлаган на критика в нашата литература, поради това, че съдържа логическо противоречие. Той набляга на физическата същност на човека, въпреки че с него се означава правно качество. Освен това в правото се отдава значение на социалната, а не на биологичната същност на човека. Друг термин използван за означаване на гражданскоправни субекти е „гражданин“, но той е твърде неточен. Субекти на правото са не само българските граждани, но и лица с чуждо гражданство или такива без гражданство.
Общото за всички субекти на правото е, че обективното право им признава способността да бъде носител на права и задължения. Тази способност се нарича „правосубектност“ („правоспособност“). Понятията „правен субект“ и „правосубектност“ са в тясна връзка и почти се покриват по смисъл. Проф. Венелин Ганев приема, че между тях може да се установи една логична субординация като се изхожда от различията в някои техни особености. Според него първично и основно е понятието „правен субект“ като необходим елемент на правното явление. Понятието „правоспособност“ е вторично, защото е еманация и доразвитие на първото. В нашата литература се приема, че правосубектността е абстрактна възможност за едно лице да бъде носител на права и задължения, които могат да се породят въз основа на обективното право.
Правосубектността представлява комплексно субективно право. Тя обединява в едно цяло и се изразява чрез три конкретни субективни права: правоспособност, дееспособност и деликтоспособност.
Правоспособността е способността на правния субект да бъде носител на субективни права и задължения.
Дееспособността е способността на правния субект да упражнява чрез лични конкретни действие субективните си права и за задължения.
Деликтоспособността е способността един правен субект да носи юридическа отговорност за свои неправомерни действия.

## Правосубектност на физическите лица

### Правоспособност на физическите лица
Правоспособността е една от основните категории в правото и съдържанието и е определено от закона. Чл. 1 от ЗЛС гласи: „Всяко лице от момента на раждането си придобива способността да бъде носител на права и задължения“. Под „всяко лице“ се разбира всяко живо човешко същество, независимо от това дали е пълноценно физически и умствено и дали има недостатъци. Началото на правоспособността е определено „от момента на раждането“, без значение колко трае живота на новороденото.
За правното положение на заченатия има разногласия. Чл. 2, ал. 1 от Закона за Наследството гласи: „Не може да наследява нито по закон, нито по завещание:
а) който не е заченат при откриване на наследството и
б) който е роден неспособен да живее.“
Проф. Мария Павлова приема, че според българското законодателство заченатия не се счита за субект на правото. Според нея не представлява изключение от общото правило правната фикция, установена в чл. 2 от ЗН, че „заченатия се счита за роден, когато се отнася до придобиване от него на наследствени права“. Според нея, тази фикция е възприета от законодателя по съображения за справедливост. Ако тя не съществува заченатия би бил изключен от кръгът на наследниците (защото още не възникнал като правен субект), тъй като те се определят при откриване на завещанието.
Според Проф. Росен Ташев обаче законът никъде не говори, че заченатия се счита за роден, а приема, че физическото лице придобива наследствени права в лицето на заченатия. Заченатия съществува в емпиричната действителност. Той е това материално единство, където се персонализират правата, придобити по наследство и завещание до раждането на човека и възникването на физическото лице.
В някои отрасли на правото (трудовото) или правни институции (избирателна, брачна правоспособност), в които притежаването на субективни права е свързано с личното им упражняване, правоспособността възниква в по-късен момент, обикновено с навършването на определена възраст.
Правоспособността не може да бъде отнемана. Изключение са някои от предвидените в чл. 37 от Наказателния Кодекс наказания, които пряко се отразяват върху правоспособността на субекта на правото (лишаване от право да се заема определена държавна длъжност, да се упражнява определена професия или дейност). Освен това правоспособността не може да бъде отменяна. Българското законодателство не признава правната фигура на така наречената гражданска смърт (mort civile) – отнемане на правоспособността на жив човек.
Края на правоспособността настъпва със смъртта на физическото лице. Това не е изрично уредено в закона, но се подразбира, тъй като починалия няма смисъл да бъде носител на права и задължения. Ако функционирането на важни органи бъде временно прекъснато, правоспособността не се счита за временно спряна.

### Дееспособност на физическите лица
Дееспособността е годността на едно лице да извършва правни действия, чрез които да се пораждат, съхраняват, изменят, погасяват или прекратяват права и задължения. Дееспособността е в определено взаимоотношение с правоспособността, но двете понятия не се припокриват. Дееспособността може да възникне само за правоспособни лица и се упражнява само в границите на правоспособността. След като възникне дееспособността може да бъде напълно отнета при определени условия и тогава правоспособността се упражнява чрез действията на други физически лица.
Дееспособността се опира на определена степен на умствена и духовна зрялост. Тя предпоставя достигането на определена зрялост на съзнанието и волята на лицето, при която то може да разбира естеството и значението на действията си и да предвиди техните последици, като схване предписанията на правната норма. Нашето законодателство е възприело принципа за постепенно възникване на дееспособността. Поради тази причина могат да се разграничат три групи в нейното развитие: до 14-годишна възраст период на малолетие, когато лицата са напълно недееспособни; от 14 до 18-годишна възраст период на непълнолетие, когато лицата са ограничено дееспособни и пълнолетие, което настъпва след 18-годишна възраст, когато настъпва пълната дееспособност.

#### Дееспособност на малолетните
Според чл. 3, ал. 1 от ЗЛС, лицата, които не са навършили 14-годишна възраст са малолетни. Те са напълно недееспособни, тъй като законодателя е решил, че те не са достатъчно зрели, за да извършват каквито и да е правни действия. Вместо тях и от тяхно име такива се извършват от техните законни представители. Всеки от родителите е законен представител на малолетните си деца. На лицата, които нямат родители или родителите им са лишени от родителски права се назначават настойници, които действат като техни представители. Родителите и настойниците са длъжни да се грижат за личността и имуществото на малолетните. Те сами извършват действия на управление, а действия на разпореждане извършват само при условията поставени в чл. 73, ал. 2 Семейния Кодекс.

#### Дееспособност на непълнолетните
Режимът на дееспособността на непълнолетните се съдържа главно в чл. 4 от ЗСЛ и чл. 73, ал. 1 и 2 от СК. Той обхваща три групи сделки, които непълнолетните могат да извършват при определени условия.
А. Непълнолетните са напълно дееспособни, когато извършват сделки по чл. 4, ал. 2 от ЗЛС, защото за тях законът не изисква никакви други волеизявления. Тук влизат две групи сделки:
1. дребни сделки за задоволяване на текущи нужди (храна, предмети за бита и духовни потребности). Преценката дали сделките са дребни зависи от конкретния случай. Имат значение потребностите във връзка със заниманията на непълнолетния (необходимост от материали за рисуване, моделиране и др.), възрастта му (дали е на 16 години и няколко месеца или е на 17 години), както и това с какви средства разполага непълнолетния.
2. непълнолетните могат сами „да разполагат с това, което са придобил със своя труд“. Това може да е възнаграждение по трудов или граждански договор, хонорар за авторско право, стипендии и др. С такива средства пълнолетния не може да извършва сделки по чл. 73, ал. 3 СК. Според него „дарение, отказ от права, даване на заем и обезпечаване на чужди задължения чрез залог, ипотека или поръчителство от ненавършили пълнолетие деца са нищожни“. След трансформацията на придобито със собствен труд благо непълнолетния вече не може сам да се разпорежда с него.
Б. На специален режим са поставени сделките на разпореждане, които непълнолетните могат да сключват. Действията на разпореждане с права на непълнолетни лица се извършват освен със съгласието на един от родителите или попечител, още с разрешение на районния съд по местожителство на лицето само при нужда или очевидна полза за непълнолетния. Под „действия на разпореждане“ се разбират такива правни действия, които имат за последица загубване на субективно право или внасяне на качествена промени в него.
В. Към третата група правни действия, които непълнолетните могат да извършват се отнасят сделките на управления, както и тези, чрез които се извършват разпореждания в полза на непълнолетния. Сделките по управления са свързани с изпълнение или съхраняване на права.
От този режим има изключения (напр. сключване на брак, осиновяване, членство в кооперация, трудова дееспособност и др.).

#### Дееспособност на пълнолетните
С настъпването на 18-годишна възраст настъпва гражданското пълнолетие и физическото лице е способно да извършва всякакви правомерни правни действия, които пораждат правни последици самостоятелно. Това се отнася и за такива лица, които не разбират значението на постъпките си или не могат да ги ръководят поради болест, но не са поставени под запрещение.
Дееспособността се прекратява със смъртта или с поставянето под пълно запрещение на лицето.
Всяко човешко същество притежава редица индивидуализиращи белези. Тези белези са или биологични (раса, пол), или социални (народност, религия), или резултат от индивидуално водения начин на живот (местоживеене, семейно положение). Чрез тези белези човешката личност бива индивидуализирана в обществото. Една част от индивидуализиращите белези се използват от правото за индивидуализиране на физическите лица. Основните индивидуализиращи белези за тях са: име, пол, произход и родство, семейно положение, гражданство, възраст, двата вида адрес, здравословно състояние и грамотност.

## Име
Името е най-важният индивидуализиращ белег за всяко физическо лице. Понастоящем правният режим на името се съдържа в Закона за гражданската регистрация. Името е словесно название, което всяко физическо лице е административно задължено да има и което се образува по начин, уреден в ЗГР. То се състои от три части: собствено, бащино и фамилно.
Собственото име се определя свободно от двамата родители, бащиното име се образува от собственото име на бащата с определена наставка (-ов, -ова, -ев, -ева съобразно пола на детето 0 – 16). Дете с неустановено бащинство приема собственото име на майката с наставка за мъжко име и фамилното име на майката. Със съгласие на бащата на майката, неговото лично име може да се впише като бащино на детето. Фамилното е името на дядото или рода на бащата, с което той е известен в обществото.
Трите части на името се вписват в акта за раждане и от този момент за физическото лице възниква правото на име. Това име може да се променя само в случаите изрично уредени в закона.

## Адрес
Адресът е еднозначно описание на мястото, където лицето живее и/или получава кореспонденцията си. Адресът се състои от името на областта, общината и населеното място и може да включва наименование на улица, площад, булевард, жилищен комплекс, квартал, номер на сградата, вход, етаж, апартамент. Когато адресът е извън регулацията на населеното място, вместо изброените данни се вписва името на местността от землището му.
Има два вида адреси – постоянен и настоящ. Постоянен адрес е адресът в населеното място, което лицето избира да бъде вписано в регистрите на населението. Той е винаги на територията на България и всеки гражданин може да има само един постоянен адрес.
Настоящият адрес е този, на който лицето пребивава, и всяко лице може да има само един такъв адрес.

## Пол
Всяко физическо лице принадлежи към един от двата пола – мъжки или женски. С Наредба-закон от 17 октомври 1944 г. са изравнени по правоспособност и дееспособност лицата от двата пола. Според чл. 6 от Конституцията не се допускат никакви привилегии или ограничения, основани на пола. Обществените интереси и справедливостта налагат жената майка да се ползва от особена закрила на държавата чрез безплатна медицинска помощ, отпуски и социални помощи.

## Произход
Произходът е признак, който посочва от кои родители произлиза физическото лице. Той е биологичната връзка между родители и деца. Произходът от майката се определя от раждането и тогава когато детето е заченато с генетичен материал от друга жена. За баща на детето се счита съпругът на майката, когато то е родено по време на брака или преди изтичане на 300 дни от неговото прекратяване.

## Семейно положение
Семейното положение на физическото лице се определя от това дали се намира в брачна връзка и дали е имало брак и на какво основание е бил прекратен той. Видовете семейно положение са неженен, женен, неомъжена, омъжена, разведен, разведена, вдовец и вдовица. Семейното положение има правно значение за личните и имуществените отношения между съпрузи, при извършването на правни действия на разпореждане от съпрузи с имуществени права, които се включват в съпружеската имуществена общност, при наследяване и др.

## Възраст
Възрастта е признак, който определя на колко години е лицето. Той има значение за определяне на неговата дееспособност.

## Гражданство
Гражданството е признак, който определя публичноправната връзка на едно физическо лице с определена държава.

## Здравословно състояние
Здравословното състояние на физическото лице е от значение при ограничаване на дееспособността чрез поставяне под запрещение. Такива страдания, както и болести, представляващи сериозна опасност за здравето на поколението, са пречки за сключване на брак. Физическите недъзи имат значение за начина на оформяне на писмени документи – ако са пречка да се постави подпис, документа се оформя чрез поставяне на отпечатък от десния палец или при невъзможност от друг пръст и документът се подписва от двама свидетели.

## Грамотност
Грамотността има значение при оформяне на документи. Неграмотните не могат да поставят подпис, поради което той се замества с отпечатък от палеца на дясната ръка, приподписва се от двама свидетели.
Основните събития за един човек са неговото раждане, сключване на брак, смърт. При тях възникват или се променят основните индивидуализиращи белези на физическото лице.

## Акт за раждане
Актът за раждането съдържа името на новороденото, пол и гражданство, година, месец и ден на раждането, населено място и адрес, където детето се е родило, имената на родителите, възрастта им, техните местожителства и гражданство, единен граждански номер на детето и на родителите му и други данни.

## Акт за граждански брак
Актът за граждански брак се съставя след като длъжностното лице провери самоличността и възрастта на страните, увери се, че няма пречки за встъпването в брак и след като те заявят, че са съгласни да встъпят в брак в присъствието на двама свидетели. Актът се подписва от сключващите брак лица, свидетелите и длъжностното лице. Бракът се счита за сключен с подписването на акта.
Актът за граждански брак трябва да съдържа: имената на встъпващите в брак, на длъжностното лице и на свидетелите; годината, месецът, деня и мястото на сключване на брака; възрастта, месторождението, местожителството, гражданството, семейното положение и единните граждански номера на встъпващите в брак; изявление на всеки от бъдещите съпрузи запазва ли името си или приема фамилното има на другия, опис на представените книжа и документи (лични паспорти, медицински свидетелства, писмени декларации, разрешения и др.) и други данни.

## Акт за смърт
Актът за смърт се съставя не по-късно от 48 часа от настъпването на смъртта, освен когато се наложи съдебномедицинско освидетелстване на трупа или други причини забавят издаването на медицинско удостоверение. Актът се съставя въз основа на съобщение за смъртта и медицинско свидетелство, издадено от орган на здравно заведение. Лицето, което подписва медицинското свидетелство, подписва акта като обявител.
Актът за смърт трябва да съдържа: мястото, годината, месеца, деня, часа и минутата, когато е настъпила смъртта; името, датата на раждане, месторождението, занятието, местожителството, гражданството и единия граждански номер на починалия; причината за смъртта, когато не е забранено посочването ѝ; името и местожителството на обявителя; имената и местожителството на родителите на починалия, ако са известни; данни за медицинското свидетелство и други документи, установяващи смъртта.
Специален акт се съставя за мъртвородено дете, който има белезите и на акт за раждане и на акт за смърт.